# Vjačeslav I Vladimirovič
Vjačeslav I Vladimirovič (in russo Вячеслав Владимирович?; in ucraino В'ячеслав Володимирович?; 1083 – Kiev, 2 febbraio 1154) fu il quinto o il sesto degli otto figli di Vladimiro II Monomaco e di Gytha del Wessex. Ricoprì in vita la carica di principe di Smolensk (1113-1127), di Turov (1127-1132, 1134-1142 e 1143-1146), di Perejaslav (1132-1134, 1142-1143), di Vyšgorod (1149) e fu infine principe di Kiev (dal 22 febbraio al 4 marzo 1139 e nel luglio del 1150) con il nome di Vjačeslav I di Kiev. Ricoprì poi una terza occasione il ruolo di sovrano di Kiev, ma affiancato da suo nipote Izjaslav II Mstislavič dall'aprile del 1151 al 1154.